# ألفا روميو ديسكو فولانت
ألفا روميو ديسكو فولانت (بالإنجليزية: Alfa Romeo Disco Volante)هي سيارة تم إنتاجها من قبل شركة ألفا روميو للسيارات الإيطالية.

## معرض صور

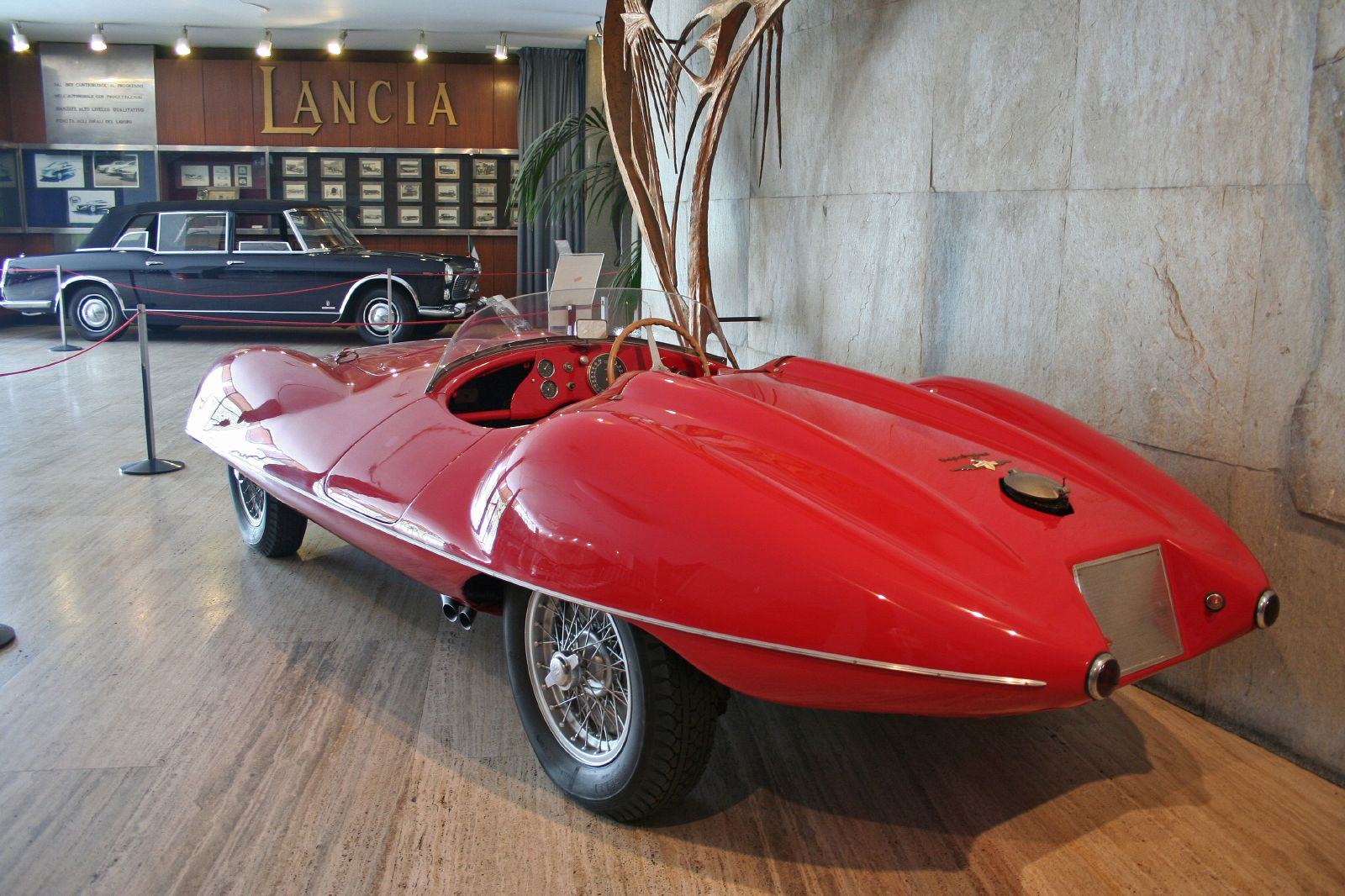
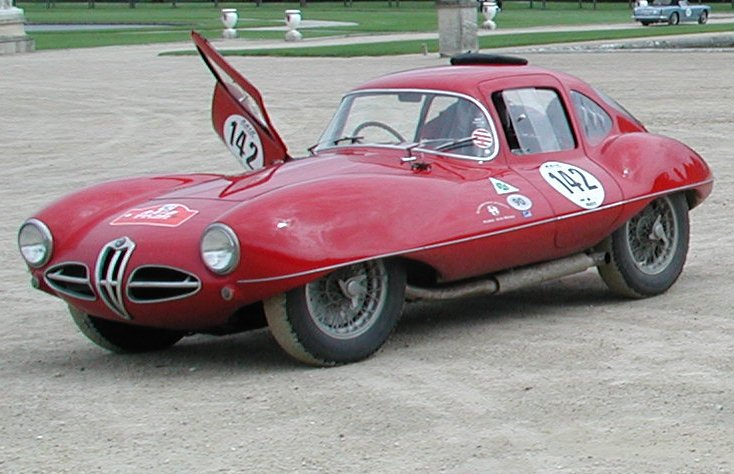
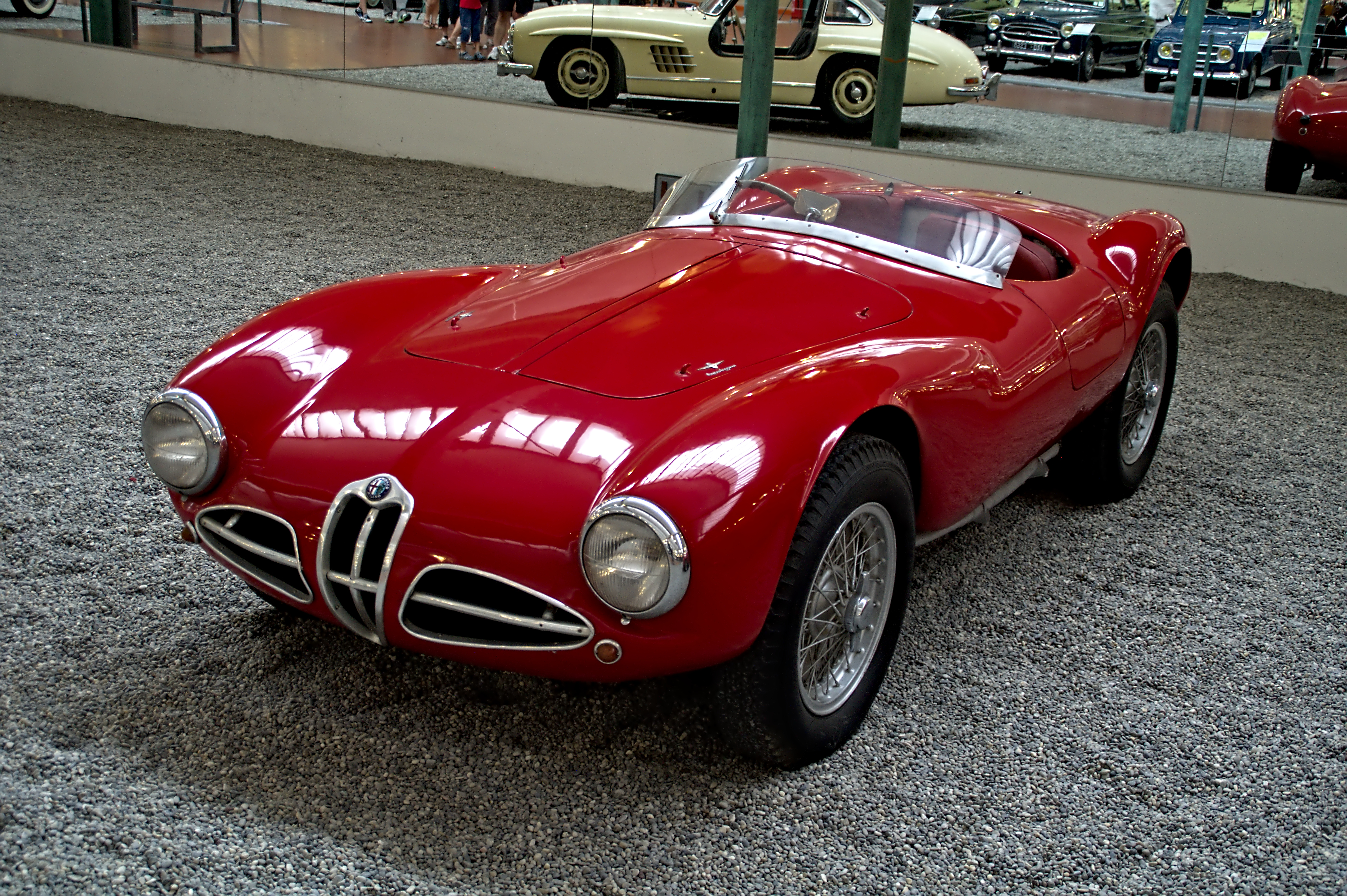